# Markt 4 (Coburg)

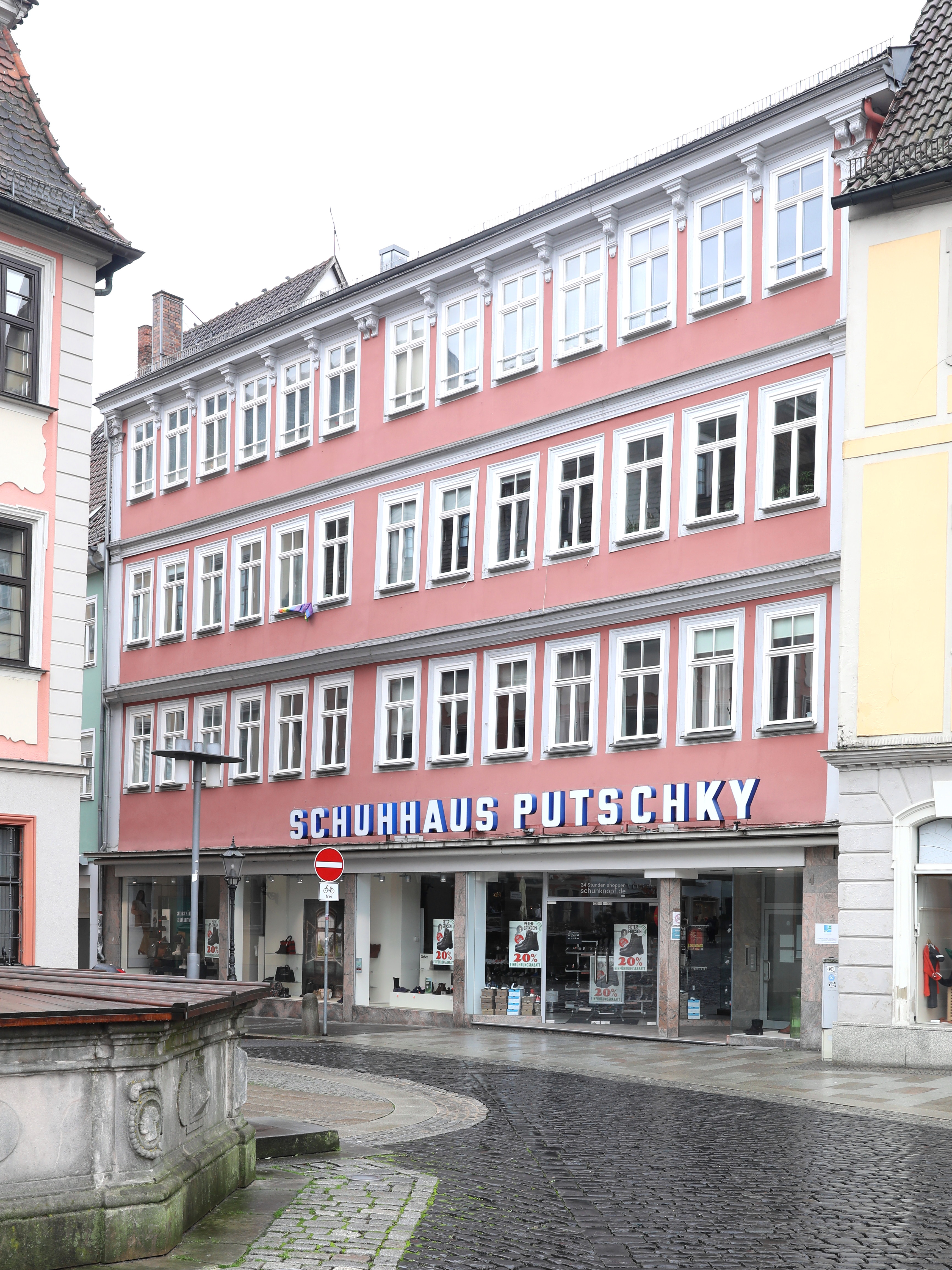
Wohn- und Geschäftshaus Markt 4 in Coburg

Das Wohn- und Geschäftshaus Markt 4 steht am Marktplatz der oberfränkischen Stadt Coburg. Der denkmalgeschützte, viergeschossige Traufseitbau, der teilweise auch in der Rosengasse steht, entstand um 1600.

## Geschichte
Ein 1540 erstmals erwähntes Wirtshaus zerstörte 1594 ein Großbrand. Es bestand aus zwei Häusern und wurde als dreigeschossiges, traufständiges Gebäude mit einem hohen Satteldach neu errichtet. Im Jahr 1626 erfolgte die erstmalige Nennung des Gasthauses „Zum Grünen Baum“, das in dem Anwesen in den folgenden etwa drei Jahrhunderten untergebracht war. 1843 ließ der Gastronom und Bierbrauer Heinrich Prediger das Gebäude zwecks Vergrößerung des Gasthofes rückwärtig mit dem Nachbargebäude Judengasse 1 a verbinden. Um 1900 folgte die Aufstockung um eine Etage und Neugestaltung der Fassade. Im Jahr 1921 eröffnete Hans Putschky ein kleines Schuhgeschäft im Erdgeschoss der Straßenseite, das in der zweiten Hälfte des 20. Jahrhunderts zu einem durchgehenden Laden mit zusätzlicher Verkaufsfläche im ersten Obergeschoss erweitert wurde.

## Architektur
Das in die Rosengasse erstreckende zweiflügelige, viergeschossige Haus springt gegen die Baulinie des Marktes zurück. Die Fassade des traufständigen Satteldachbaus besteht in den Obergeschossen aus einer verputzten Fachwerkkonstruktion, die auf einem massiven, modern ausgebauten Erdgeschoss steht. Sie ist gekennzeichnet durch eine enge Anordnung von dreizehn Fensterachsen sowie Putzlisenen an den Hauskanten, die im dritten Obergeschoss als Pilaster gestaltet eine Doppelkonsole tragen. Die vorkragenden Obergeschosse sind oberhalb der Fenster durch eine Schwelle getrennt. Im dritten Obergeschoss befinden zwischen den Fenstern Konsolen zum Tragen der Dachtraufe.